# 僧舍
僧舍又称僧房、僧寮，是佛教寺院内僧尼居住的房舍。

## 沿革
佛教寺院的发展中，逐渐形成僧团组织，由于僧人众多，所以必须建立僧舍。一座大型寺院通常有上千僧尼，再加上外来云游挂单的僧尼，人数就更多了，人数多，就必须有居住的房舍，慢慢形成了僧舍。

## 布局
中国汉传佛教寺院，从前到后，通常60米到70米长，东西宽50米，把僧尼安排在寺院后部就比较困难，因此，许多寺院把僧人的僧舍安排在寺院后部的东西两旁，僧舍和主院相通，把僧尼的居住区和佛法区严格区分开。寺院的方丈一般是在寺院的最后部分，也有的在廊屋中。
在藏传佛教中，僧舍通常建立在寺院的东西北三个方向，正房三间，四面建围墙，正房中间是佛堂，左是卧室，右是客房或者仓房。